# Sebinho-rajado-amarelo
Falso-tódi-de-pescoço-estriado ou sebinho-rajado-amarelo (Hemitriccus striaticollis) é um pássaro da fauna brasileira encontrado na Mata Atlântica.
Seu porte é pequeno com comprimento médio do corpo em torno de 5 cm ou aproximadamente 8 cm, contando a cauda.
Normalmente encontrado na mata atlântica, faz seu ninho em árvores como jabuticabeiras. O ninho tem o formato de um casulo com a entrada muito estreita e lateral, dificultando desta maneira a entrada de predadores.